# Абхазская традиционная вера
Абхазская традиционная религия (абх. Анцәахаҵара) — традиционная независимая религия абхазского народа, которую не стоит путать с язычеством, иногда по ошибке абхазская монотеистическая религия называется язычеством, что не правильно, поскольку комплекс абхазских верований учитывает в себе веру в одного единого бога Анцва , а древнее абхазское язычество — многобожье, некоторые отдельные представители этой религии испытывают смесь христианства, ислама, иудаизма и других вер, моления и жертвоприношения у абхазов происходят в семи святилищах, находящихся на территории Абхазии.

## Наиболее известные персонажи абхазской мифологии
- Адгилис деда (груз. ადგილის დედა, абх.  адгьыл нана) прямой перевод — мать местности/земли) — абхазо-мегрельское существо, покровительствующее некоторым местам на территории земли
- Адау — великан, иногда воспринимается как добрый персонаж.
- Апсати (абх. аԥсааҭ) (дословно что-то живое/животное) — божество птиц и зверей у сванов и абхазов.
- Сасрыква
- Адагуа — хищник обитающий в горах, дословно-глухой, такое же прозвище было у первого комиссара ССРА Нестора Лакоба.
- Ацан — маленькие карлики жившие вместе с адау в Абхазии до людей созданных Анцвой
- Анцва — единственное бесполое божество, признающиеся абхазами, не имеет личности, характера, цвета кожи и т. д., согласно мировоззрению абхазов имеет большое количество проявлений по типу Ажвейпшаа, Анана-Гунда, Адгилис-деда и т. д.
- Джаджа — одно из официальных проявлений Анцвы, покровительствует полям и урожаю у абхазских язычников, воспринималась как тучная женщина, гуляющая по полям урожая, у монотеистов не принято воображать образ какой либо «доли проявления» Анцвы.
- Ажвейпшаа — проявление Анцвы, бог охоты.
- Анапа-нага.
- Алышкинтыр — покровительствует четвероногим, в дословном переводе имеет много значений.
- Дзыдзлан — самый негативный персонаж, русалка, в Абхазии есть целой род «Магьба», по преданиям проклятый этой русалкой.